# ماشت

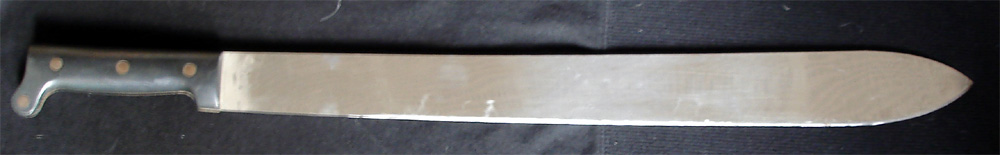
یک قداره قدیمی متعلق به آمریکای لاتین

ماشت یک ساطور بزرگ با نوک تیز است. تیغه آن به طور معمول میان ۳۲٫۵ تا ۴۵ سانتی‌متر (۱۲٫۸ تا ۱۸ اینچ) طول و ۳ میلی‌متر (۰٫۱۲ اینچ) عرض دارد. تیغه آن از جنس استیل و دسته آن نیز چوبی یا فلزی می‌باشد. و تنها یک طرف آن تیز می باشد.
در گذشته در زبان فارسی به این سلاح، دشنه نیز گفته می شد و امروزه نیز بیش تر به نام بامبو زن در ایران شناخته می شود.
در گذشته شمشیر های کوتاه در بین جنگ آوران مردم ترک و فارس از اهمیت بسیار بالایی برخوردار بود و شمشیر های کوتاهی مانند یاتاقان (Yatagan)، قمه و قداره تولید می شد. امروزه بسیاری از افراد به هر چاقوی بلند به اشتباه قداره می گویند در حالی که قداره شکل کاملا خاص و استانداردی دارد و نباید ماشت را با قداره اشتباه گرفت.

## قداره بند
در ادبیات فارسی به افرادی که با توسل به‌زور به مقاصد خود می‌رسد قداره‌بند گفته می‌شود.